# Розора
Розора (італ. Rosora) — муніципалітет в Італії, у регіоні Марке,  провінція Анкона.
Розора розташована на відстані близько 185 км на північ від Рима, 40 км на південний захід від Анкони.
Населення — 1997 осіб (2014).
Щорічний фестиваль відбувається 29 вересня. Покровитель — святий Архангел Михаїл.

## Демографія
Населення за роками:

Станом на 1 січня 2023 року в муніципалітеті офіційно проживало 156 іноземців з 23 країн, серед них 60 громадян країн Євросоюзу та 13 громадян України.

## Сусідні муніципалітети
- Арчевія
- Кастельпланіо
- Купрамонтана
- Майолаті-Спонтіні
- Мерго
- Монтекаротто
- Поджо-Сан-Марчелло